# Leszczawa Dolna
Leszczawa Dolna – wieś w Polsce położona w województwie podkarpackim, w powiecie przemyskim, w gminie Bircza.
Leży na Pogórzu Przemyskim.
W latach 1954–1972 wieś należała i była siedzibą władz gromady Leszczawa Dolna. W latach 1975–1998 miejscowość administracyjnie należała do województwa przemyskiego.
Przez miejscowość przepływa niewielka rzeka Stupnica, dopływ Sanu.
W miejscowości znajduje się kościół parafialny pw. św. Jana Chrzciciela

## Historia
Wieś została założona w XV wieku na prawie wołoskim. Pierwsza wzmianka pochodzi z roku 1464. Założycielami byli Humniccy herbu Gozdawa, do nich należała wieś aż do rozbiorów.
Według spisu z 1510 roku mieszkańcy płacili podatek od 8 łanów, młyna, karczmy, popa i 50 owiec.
W 1507 roku istniała już tutaj parafia prawosławna, a od 1739 roku parafia rzymskokatolicka. W 1743 roku wybudowano drewniany kościół pw. Jana Chrzciciela. Nowy, murowany zaczął budować w 1932 ks. Andrzej Cząstka. Później prace wstrzymano, a kościół ukończono dopiero po wojnie.
W 2 poł. XVIII dziedzicem Leszczawy był Ignacy Adam Lewicki. W połowie XIX wieku właścicielką posiadłości tabularnej w Leszczawie Dolnej była Maria hrabina Konarska. Następnie dobra posiadał Franciszek Bocheński.
We wsi znajdowała się drewniana cerkiew św. Michała, zbudowana w 1904 roku, w miejscu starszej cerkwi z 1766 roku, ufundowana przez Humnickich. Cerkiew została rozebrana w roku 1960.
W okresie powojennym miejscowość wielokrotnie atakowana przez UPA. 10 maja 1945 roku wiele zabudowań zostało spalonych. 1 stycznia 1946 roku banderowcy uprowadzili ze wsi pięciu mężczyzn, ich ciał nigdy nie odnaleziono. 6 maja 1946 roku kilka sotni UPA spaliło prawie całą wieś i zamordowało cztery osoby. Pozostali na miejscu Polacy zostali ewakuowani na kilka miesięcy, dopóki miejscowość nie została odbudowana.

## Leszczawa Dolna w roku 1929
- Właściciele ziemscy: Janiszewski Jan (356 ha), Janiszewski Tad. (354 ha)
- Konie-handel: Schiff J., Schnell A.
- Lasy-eksploatacja: Bernstein i Syn
- Różne towary: Kółko Rolnicze, Bączek J.
- Wyszynk trunków: Schimel Ch.

## Demografia
- 1785 – 356 grekokatolików, 180 rzymskich katolików, 10 żydów
- 1840 – 413 grekokatolików
- 1859 – 430 grekokatolików
- 1879 – 503 grekokatolików
- 1899 – 681 grekokatolików
- 1926 – 730 grekokatolików
- 1929 – 1067 mieszkańców
- 1938 – 722 grekokatolików (brak danych o innych wyznaniach)
- 2006 – 657 osób

## Osoby związane z miejscowością
- ks. prał. Artur Janiec – dyrektor „Caritas” Archidiecezji Przemyskiej